# Gloria Patri

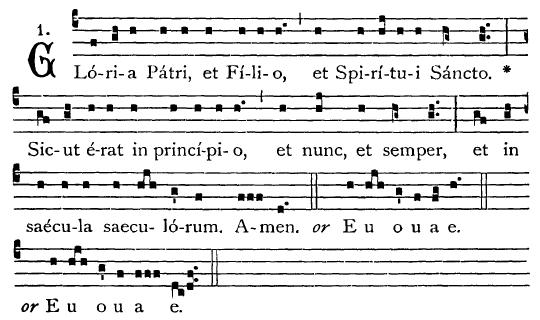
Gloria Patri z melodią gregoriańską

Gloria Patri (pol. Chwała Ojcu), Doksologia mała (obok wielkiej) – w chrześcijaństwie doksologia będąca aktem uwielbienia Trójjedynego Boga. Stanowi część różnych liturgii chrześcijańskich, m.in. liturgii godzin oraz protestanckich nabożeństw, gdzie występuje zazwyczaj na końcu psalmu.

## Treść
Trynitarna doksologia wywodzi się z bardzo wczesnego chrześcijaństwa. Zazwyczaj kierowano ją do Boga Ojca przez (gr. διά) Syna i z (gr. μετά) Duchem Świętym. Począwszy od IV wieku, trynitarni chrześcijanie, aby odróżnić się od arian podkreślających subordynacjonizm, zaczęli stosować spójnik i (gr. καί), jak jest to obecnie. W tekście greckim, używanym przez Cerkiew prawosławną, w doksologii nie ma frazy jak była na początku, która pojawia się dopiero w tekście łacińskim. Z kolei w tekście syryjskim, używanym przez Asyryjski Kościół Wschodu, w doksologii pominięty jest nie tylko fragment nie występujący w grece, lecz także teraz i zawsze, kończąc się jedynie słowami na wieki wieków. Amen.
| Tekst grecki                                                                                | Tekst łaciński | Przekład katolicki                                                                                       | Przekład ewangelicki | Przekład cerkiewnosłowiański (z greki)                                      |
| Δόξα Πατρὶ καὶ Υἱῷ καὶ Ἁγίῳ Πνεύματι, καὶ νῦν καὶ ἀεὶ καὶ εἰς τοὺς αἰῶνας τῶν αἰώνων. Ἀμήν. | Gloria Patri, et Filio, et Spiritui Sancto. Sicut erat in principio, et nunc, et semper et in saecula saeculorum, Amen. | Chwała Ojcu i Synowi, i Duchowi Świętemu, jak była na początku, teraz i zawsze, i na wieki wieków. Amen. | Chwała niech będzie Ojcu i Synowi, i Duchowi Świętemu. Jak było od początku, jak jest i jak będzie na wieki wieków. Amen. | Сла́ва Отцу́ и Сы́ну и Свято́му Ду́ху, и ны́не, и при́сно, и во ве́ки веко́в. Ами́нь. |

## Katolicyzm tradycji łacińskiej
W tradycji Kościoła łacińskiego doksologia mała stosowana jest przede wszystkim jako formuła kończąca psalmy i pieśni biblijne. Z tego powodu jest stałym elementem liturgii godzin, gdzie odmawiana jest po każdym psalmie i pieśni. Wyjątkiem jest Pieśń Trzech Młodzieńców (Dn 3,56-88), odmawiana w jutrzni niedzieli I i III tygodnia oraz w jutrzni uroczystości, świąt i niektórych wspomnień, gdzie zastąpiona jest inną formułą trynitarną:

Błogosławmy Ojca i Syna, i Ducha Świętego,
chwalmy Go i wywyższajmy na wieki.
Błogosławiony jesteś, Panie, na sklepieniu nieba,
pełen chwały i wywyższony na wieki.

Ze względu na to, że popularny wśród katolików różaniec był początkowo substytutem liturgii godzin, doksologia Chwała Ojcu stała się jego stałym elementem kończącym każdą dziesiątkę Zdrowaś Mario. W liście apostolskim poświęconym różańcowi Rosarium Virginis Mariæ Jan Paweł II zwrócił uwagę na tę część modlitwy jako na szczyt kontemplacji, który powinien być szczególnie uwydatniony.
W łacińskiej liturgii mszalnej doksologia mała nie występuje, chyba że odmawiana jest jako zakończenie psalmów przewidzianych w czasie celebracji. Tak więc może być zakończeniem Psalmu 51 odmawianego w czasie aspersji, a jeżeli liturgia sprawowana jest w formie nadzwyczajnej dodatkowo jako zakończenie Psalmu 42 (43) w czasie obrzędów wstępnych i Psalmu 25 odmawianego w czasie lavabo.
Chwała Ojcu odmawiane jest również w czasie Liturgii Wigilii Paschalnej, po obrzędach poświęcenia wody, a także w czasie obrzędów chrztu, tuż po polaniu katechumena wodą. Ponadto odmawiane jest w czasie niektórych sakramentaliów i nabożeństw.

## Protestantyzm
Gloria Patri w tradycji protestanckiej jest stałą częścią każdego nabożeństwa głównego, a także pozostałych nabożeństw w wielu kościołach, m.in. luterańskich, reformowanych i metodystycznych. Pojawia się także często w trakcie nabożeństw innych wyznań, m.in. baptystycznych i adwentystów dnia siódmego.

### Luteranizm
W nabożeństwie luterańskim, Gloria Patri jest jednym ze stałych śpiewów liturgicznych, należących do liturgii wstępnej nabożeństwa głównego, a opuszczana jest jedynie od niedzieli Judica do Wielkiej Soboty (z wyjątkiem Wielkiego Czwartku) oraz w nabożeństwach żałobnych. Kończy zazwyczaj introit, czyli psalm wstępny, a poprzedza śpiew Kyrie eleison oraz Gloria in excelsis Deo lub inną antyfonę w zależności od okresu liturgicznego, np. adwentową lub pasyjną. Podobnie, jak właściwy introit, śpiewana jest w języku narodowym, na przemian przez liturga i zbór. W Polsce Kościół luterański używa od czasów Reformacji formy pochodzącej z liturgii pomorskiej z 1569 r.
Ksiądz: Chwała niech będzie Ojcu i Synowi, i Duchowi Świętemu.
Zbór: Jak było od początku, jak jest i jak będzie
Na wieki wieków. Amen.
Wysokokościelni luteranie praktykują także tzw. codzienną modlitwę liturgiczną według pór dnia. Gloria Patri jest śpiewana podczas:
- modlitwy porannej: na zakończenie ingresu (Ps 51,17 i Ps 71,12), na zakończenie Psalmu 148 (lub innej pieśni pochwalnej), przed wykładem Słowa Bożego – w trakcie responsorium (Ps 86,11) oraz na zakończenie hymnu pochwalnego Zachariasza (Łk 1,68–79) lub Te Deum,
- modlitwy południowej: na zakończenie ingresu (Ps 31,16–17), na zakończenie Psalmu 36 (lub pieśni) oraz po rozważaniu Biblii w trakcie responsorium (Ps 119,89–90),
- modlitwy wieczornej: na zakończenie ingresu (Łk 24,29), na zakończenie Psalmu 34 (lub pieśni) oraz przed wykładem Słowa Bożego – w trakcie responsorium (Ps 119,105),
- modlitwy nocnej: na zakończenie ingresu, na zakończenie Psalmu 23 (lub pieśni), po czytaniu Słowa Bożego – w trakcie responsorium (Łk 23,46) oraz na zakończenie hymnu pochwalnego Symeona (Łk 2,29–31).

### Kalwinizm
Kalwinizm, który swoją liturgię tworzył w oparciu o zasadę regulacyjną, w przeciwieństwie do luteranów odrzucił z liturgii nie tylko to, co uznano za sprzeczne z Biblią, ale także i to, co z niej nie wynikało, a za takowe uznał tradycyjny porządek liturgiczny średniowiecznego kościoła ze śpiewami mszalnymi i chorałami. Jan Kalwin stworzył prosty porządek nabożeństwa składający się z wezwania do uwielbienia (introit, psalm), spowiedzi powszechnej i zwiastowania odpuszczenia grzechów, śpiewania dekalogu, wyznania wiary, czytania i zwiastowania Słowa Bożego (kazanie), sakramentu Wieczerzy Pańskiej oraz błogosławieństwa aaronowego. Jako że według kalwinizmu to Bóg inicjuje przymierze i je odnawia ze swym ludem, toteż On pierwszy przez pastora powołuje swój lud do nabożeństwa (rozumianego jako publiczne oddawanie czci Bogu). Liturgia rozpoczyna się więc od introitu (psalmu wstępnego), czyli wezwania do uwielbienia. Zazwyczaj, psalm ten jest zakończony Gloria Patri lub jej adaptacją.
W Kościele Ewangelicko-Reformowanym w RP każdy introit kończy się Gloria Patri, które jest śpiewane lub recytowane w języku narodowym według formy pomorskiej z 1569, którą stosują także polscy luteranie. Ponadto, po zwiastowaniu odpuszczenia grzechów, także śpiewana jest Gloria Patri, jednak według innej adaptacji – starszej z 1545 r.:

Ksiądz (zwiastowanie odpuszczenia grzechów):
Wszyscy zgrzeszyliśmy i żyjemy z dala od zbawczej obecności Boga, ale On ze swej łaski uwolnił nas od grzechu za cenę życia Jezusa Chrystusa. Teraz okazuje swoją sprawiedliwość, która polega na tym, że On sam jednocześnie wymaga od nas przestrzegania prawa i darowuje winy temu, kto wierzy w Jezusa Chrystusa, Pana i Zbawiciela naszego.

Zbór (Gloria Patri):
 Bądź cześć Ojcu przedwiecznemu
i Synowi dajmy chwałę,
i Duchowi cześć Świętemu.
Teraz i przez wieki całe!

### Metodyzm
W związku z tym, że nie istnieje jeden ustalony porządek nabożeństwa metodystycznego, który obowiązywałby wszystkie zbory, w różnych porządkach Gloria Patri występuje w innych momentach nabożeństwa, lub nie występuje wcale. W Kościele Ewangelicko-Metodystycznym w RP obowiązuje zasadniczo pięć oficjalnych porządków. W pierwszych trzech, które są najpowszechniej używane, Gloria Patri występuje zawsze po czytaniu responsorycznym, które jest zazwyczaj psalmem zmawianym na przemian przez pastora i zbór, bądź w czasie liturgii wstępnej, bądź liturgii Słowa. Wśród okolicznościowych czytań responsorycznych, które nie są psalmami, a również kończą się Gloria Patri można wyróżnić: modlitwę na Boże Narodzenie, pieśń paschalną, pieśń zielonoświątkową, pieśń Kościoła (Iz 60), modlitwę o naśladowanie Jezusa, błogosławieństwa Jezusowe, sumę Zakonu oraz biblijne kantyki: Benedictus, Magnificat i Nunc dimittis.
W porządku nabożeństwa ojca metodyzmu – Jana Wesleya – Gloria Patri pojawia się po spowiedzi powszechnej i modlitwie Pańskiej, jako zakończenie Psalmu Venite, exultemus Domino (Ps 95), który kończy liturgię wstępną i rozpoczyna właściwą liturgię Słowa.
Porządek nabożeństwa dla zborów mazurskich, wywodzących się z tradycji luterańskiej, zachowuje dialogowane Gloria Patri po introicie.
W polskim Kościele metodystycznym śpiewane są także doksologie Meineke i Greatorexa oraz doskologia Niech Boga wielbi każdy twór.

### DoksologiaGreatorexa
W Kościołach metodystycznych, baptystycznych, prezbiteriańskich i adwentystów dnia siódmego, najpopularniejszymi wersjami Gloria Patri jest, obok doksologii Charles’a Meineke, przede wszystkim doksologia Henry’ego Wellingtona Greatorexa:
| Tekst angielski | Przekład ewangelicko–metodystyczny                                                                                         |
| Glory be to the Father, and to the Son and to the Holy Ghost; As it was in the beginning, is now, and ever shall be world without end. Amen, Amen. | Chwała Bogu Ojcu, i Synowi i Duchowi Świętemu, Jak była na początku, jest teraz i trwać będzie Po wieków wiek! Amen, Amen. |

### Wpływ na hymnologię
Gloria Patri wywarła zasadniczy wpływ na hymny protestanckie. Nawet kościoły, które nie stosują po psalmie wstępnym (wezwaniu do uwielbienia) doksologii małej, mają w swych śpiewnikach pieśni będące w całości adaptacją Gloria Patri, bądź też ostatnia ich zwrotka stanowi taką adaptację. W Stanach Zjednoczonych najpopularniejsza z tych pieśni – Praise God, from Whom all blessings flow – jest śpiewana tradycyjnie w czasie kolekty ofiary w wielu zborach, niezależnie od wyznania i w języku popularnym określa się ją po prostu jako doksologię:
| Tekst angielski | Przekład adwentystów dnia siódmego                                                                                          | Przekład ewangelicko–metodystyczny |
| Praise God, from Whom all blessings flow; Praise Him, all creatures here below; Praise Him above, ye Heavenly Host; Praise Father, Son, and Holy Ghost. Amen. | Pośpieszmy Ojcu chwałę nieść, Synowi i Duchowi cześć; Niech ten hymn chwały wiecznie trwa, Jak wieczna wszędzie chwała Twa. | Niech Boga wielbi każdy twór, Niech Mu aniołów śpiewa chór, Niech świat Mu śpieszy pokłon nieść: Najświętszej Trójcy chwała, cześć! Amen. |

Doksologia stanowi wspólne dziedzictwo reformacji anglikańskiej i kalwińskiej, stąd też stała się popularna w anglojęzycznym protestantyzmie, szczególnie Stanach Zjednoczonych i post-purytańskich kościołach. Słowa jej zostały napisane przez anglikańskiego arcybiskupa Thomasa Kena w 1674 r. do melodii Louisa Bourgeois pochodzącej z kalwińskiego Psałterza genewskiego z 1551 r.
Początkowo, hymn ten był śpiewany w kościołach prezbiteriańskich a cappella przy rozpoczęciu każdego nabożeństwa: o wyznaczonej godzinie zbór w ciszy powstawał z ławek, rozpoczynał śpiew doksologii, a pastor wchodził wówczas na ambonę. Wiele współczesnych kościołów nurtu kalwińskiego kontynuuje tę tradycję.
Także reformacja kontynentalna dopracowała się pieśni, które stanowiły w całości adaptację Gloria Patri lub uwzględniały ją w ostatniej zwrotce. Przykładem takiej pieśni jest Dziękujmy Bogu wraz Martina Rinkarta z 1630 r., która w polskim protestantyzmie cieszy się dużą popularnością wśród wielu wyznań (luteranów i reformowanych, metodystów, adwentystów dnia siódmego, baptystów i ewangelikalnych chrześcijan):
| Tekst niemiecki | Przekład polski |
| 3. Lob, Ehr und Preis sei Gott, dem Vater und dem Sohne Und Gott, dem Heilgen Geist im höchsten Himmelsthrone, ihm, dem dreieinen Gott, wie es im Anfang war Und ist und bleiben wird so jetzt und immerdar. | 3.Niech będzie chwała, cześć i Ojcu, i Synowi, I hołd równemu Im Świętemu też Duchowi! Jedyny w Trójcy Bóg jak od początku trwa, tak jest i będzie On – cześć wieczną niechaj ma! |